# Ретра
Ретра (на немски: Riedegost; на полски: Radogoszcz) е средновековен славянски град, в най-източните райони на днешна Германия.
Той се намирал в земите на славянските племена рети и ратари и бил столица на съюза на славяните лютичи, сред които ретите били начело. Ретра също така се превърнал в религиозен център за лютичите – в него се намирали храмове на славянски божества, сред които главен бил Радегаст (олицетворение на Сварожич, но различен от Радигост).
През 1068 година германски кръстоносци, предвождани от епископ Бурнхард, проникнали в Ретра и унищожили светилището на Радегаст – Сварожич. Ретите се опитали да го възобновят, но през 1127 г. германците отново превзели града и го опожарили до основи.
Жреците успели да спасят няколко идола и храмов инвентар и да ги укрият. В края на 18 век в землището на германското село Прилвиц били открити бронзови изображения на славянски богове и ритуални предмети, с гравирани руни. Те попаднали в ръцете на Андреас Готтлиб Маш, който изготвил скици на намереното и ги подредил в каталог с точни описания. Той също описал и мястото, където било направено откритието.
Днес археологическата наука не е категорична дали са открити останките на град Ретра, а основни сведения за него се получават от хрониките на средновековните автори Дитмар Мерзебургски („Хроника“, ок. 1018 г.), Адам Бременски („Деяния на свещениците от Хамбургската църква“, ок. 1066 г.) и Хелмолд (Chronicon Slavorum, 12 век).
Адам Бременски обяснява, че Ретра се намирал на 4 дни път от Хамбург, сред дълбоко езеро. Имал 9 порти. По мостовете към тях се допускали само хора, които идвали за жертвоприношение или да се допитат до оракула. Адам нарича града metropolis Slavorum, а за идола на Радегаст казва, че бил направен от злато, а „ложето му“ от пурпур.
Дитмар Мерзебургски пише относно храма в Ретра: „Стените отвън, както всеки може да види, са украсени с чудесни резби, изобразяващи различни богове и богини, а вътре стоят ръчно изработени идоли на боговете, страшни на вид, в пълно въоръжение, с шлемове и ризници, на всеки е издълбано името му. Главният сред тях, когото уважават и почитат всички езичници, се нарича Сварожич. Там се пазят бойни знамена, които се изкарват от храма само в случай на война...“